# میان‌والا
میان‌والا (به انگلیسی: Mianwala) یک روستا در پاکستان است که در پنجاب واقع شده‌است. میان‌والا ۱۳۸ متر بالاتر از سطح دریا واقع شده‌است.